# Awakening (álbum de Lucifer's Friend)
Awakening es el tercer disco recopilatorio de la banda de rock Lucifer's Friend, y el primer álbum en ser lanzado después de 21 años desde su último trabajo discográfico, Sumo Grip de 1994. Es además el primer disco en ser publicado con el nombre original de la banda desde 1981, luego de más de 30 años.
El álbum está conformado en su mayoría por las canciones más representativas de la banda compuestas en los años 70 y principios de los 80, junto a cuatro temas completamente nuevos, separando los clásicos de los nuevos en dos CD respectivamente. Los temas clásicos, sin embargo, no representan la totalidad de sus discos previos, habiendo sido seleccionados únicamente algunos temas de los álbumes Lucifer's Friend (1970), Where the Groupies Killed the Blues (1972), Banquet (1974), Mind Exploding (1976) y Mean Machine (1981).
La idea de un nuevo lanzamiento después de varias décadas vino principalmente como respuesta a la presión que ejercieron los fanes sobre la banda, animándolos a volver al mundo musical a pesar de que los mismos integrantes antes veían muy improbable dicho retorno, adjudicándolo especialmente a la avanzada edad de cada uno.
Originalmente se pensó en que participaran todos los miembros fundadores de la agrupación (a excepción de Addi Rietenbach quien ya había fallecido años atrás), pero debido a la negativa del teclista Peter Hecht, finalmente se resolvió que su reemplazo fuera Jogi Wichmann, quien había tocado con la banda en su lanzamiento de 1994, reclutando al baterista Stephan Eggert como nuevo miembro de la renovada agrupación.
Los temas nuevos, Pray, Riding High, Did You Ever y This Road fueron compuestos siguiendo el estilo más característico y distintivo de la banda; un rock pesado con toques progresivos, que significan el retorno oficial de la banda a los escenarios.

## Lista de canciones

### Disco N°1
| N.º | Título               | Duración |  |
| 1.  | «Ride the Sky»       | 02:55    |  |
| 2.  | «In the Time of Job» | 04:04    |  |
| 3.  | «Keep Going»         | 05:26    |  |
| 4.  | «Toxic Shadows»      | 07:00    |  |
| 5.  | «Burning Ships»      | 04:32    |  |
| 6.  | «Fugitive»           | 04:55    |  |
| 7.  | «Moonshine Rider»    | 04:47    |  |
| 8.  | «Dirty Old Town»     | 04:44    |  |
| 9.  | «Fire and Rain»      | 04:40    |  |
| 10. | «Hey Driver»         | 04:11    |  |

### Disco N°2
| N.º | Título         | Duración |  |
| 1.  | «Pray»         | 04:14    |  |
| 2.  | «Riding High»  | 05:00    |  |
| 3.  | «Did You Ever» | 04:16    |  |
| 4.  | «This Road»    | 03:48    |  |

## Integrantes
- John Lawton - voz
- Peter Hesslein - guitarra
- Dieter Horns - bajo
- Jogi Wichmann - teclado
- Stephan Eggert - batería

- Datos: Q19886421